# Márcia Cabrita
Márcia Martins Alves (20 tháng 1 năm 1964 – 10 tháng 11 năm 2017), được biết đến với nghệ danh Márcia Cabrita, là một nữ diễn viên điện ảnh, truyền hình và sân khấu Brazil được biết đến chủ yếu nhờ các vai hài.

## Tiểu sử
Márcia Martins Alves sinh ra ở Niterói vào ngày 20 tháng 1 năm 1964, trong một gia đình gốc Bồ Đào Nha, là người thứ hai trong hai chị em. Cô đã tham gia các bài học diễn xuất khi còn trẻ, và xuất hiện lần đầu trên truyền hình vào năm 1992, trong bộ phim ngắn của Rede Globo với tên Noivas de Copacabana. Năm 1997, cô đã tạo được bước đột phá với vai cô hầu gái Neide Aparecida trong bộ phim sitcom Sai de Baixo, nhưng đã rời khỏi loạt phim vào năm 2000 sau khi mang thai con gái.
Sau khi nghỉ ngơi một năm, Márcia Cabrita trở về truyền hình vào năm 2001, diễn xuất trong loạt như Brava Gente và telenovelas như Desejos de mulher và Sete Pecados. Năm 2004, cô ra mắt với tư cách là một nữ diễn viên điện ảnh trên Xuxa Meneghel 's Xuxa eo Tesouro da Cidade Perdida; họ đã hợp tác một lần nữa trên Xuxa Gêmeas năm 2006. Năm 2010, cô được chẩn đoán mắc bệnh ung thư buồng trứng, nhưng vẫn tiếp tục hành động cho đến năm 2017, khi sức khỏe của cô trở nên tồi tệ hơn.
Vai diễn cuối cùng của Márcia Cabrita trước khi chết là ở telenovela Novo Mundo, với tư cách là vợ của Jose Bonifácio de Andrada, Narcisa Emília O'Leary. Với sức khỏe ngày càng suy giảm, cô buộc phải rời khỏi telenovela, nhưng đã được lên kế hoạch để trở lại tập cuối cùng. Tuy nhiên, điều này không bao giờ xảy ra; cô ấy chết vào ngày 10 tháng 11 năm 2017, ở tuổi 53.

## Cuộc sống cá nhân
Từ năm 2000 cho đến khi họ ly hôn năm 2004, Cabrita đã kết hôn với nhà phân tâm học Ricardo Parente, người mà cô có một cô con gái, Manuela.